# Сідліско KVP
Сідліско KVP (словац. Sídlisko KVP) — міська частина, громада округу Кошиці II, Кошицький край. Кадастрова площа громади — 1.78 км².
Населення 23253 особи (станом на 31 грудня 2020 року).

## Географія
Протікає Чічковський потік.

## Історія
Сідліско KVP згадується 1980 року.